# Telmatoscopus quadripenis
Telmatoscopus quadripenis är en tvåvingeart som beskrevs av Quate 1962. Telmatoscopus quadripenis ingår i släktet Telmatoscopus och familjen fjärilsmyggor. Inga underarter finns listade i Catalogue of Life.